# ビシュバリク
ビシュバリクは、かつて天山山脈東部の北麓に存在した都市。9世紀から13世紀にかけて繁栄した天山ウイグル王国の首都だった。
漢語史料では別失八里のほか、鼈思馬、別石把とも表記される。いつごろから「ビシュバリク」の名で呼ばれたかは明らかになっていないが、8世紀のオルホン碑文には既にビシュバリクの名が刻まれている。名前はトルコ語で「5つの城」を意味し、唐代の史書ではトルコ語の訳に由来する「五城」とも書かれる。新疆ウイグル自治区ジムサル県北部の北庭故城がビシュバリクの遺構に相当する。

## 歴史
1世紀に栄えた車師後国の首都である金満城は、この都市の前身にあたると考えられている。7世紀に入って東部天山地方は唐の支配下に置かれ、646年に天山山脈北麓に庭州が設置された。702年に庭州の府治が金満県からビシュバリクに移され、同年に北庭大都護府がビシュバリクに設置された。そのため中国からは長い間「北庭」と呼ばれた。北庭大都護府の設置後に中国からの移民が流入し仏寺が建てられたが、トルコ系遊牧民もなお放牧を行っていた。この地は唐、西突厥、吐蕃の係争の地であったが、840年頃にキルギス族に追われて移住した漢北ウイグル族によって建国された天山ウイグル王国の首都となる。
1211年に国王バルチュク・アルト・テギンがチンギス・カンに臣従した後も一定の自治を保つが、カイドゥの乱が起きた後、1270年ごろにウイグル王コチガル・テギン（火赤哈児的斤）はビシュバリクを放棄して高昌に遷都する。戦争中であっても東西交易としての重要性は失われず、1281年にビシュバリクとカフカーズ山脈の間に30の駅伝（ジャムチ）が設置された。一時期元帥府が置かれたがカイドゥ王国が没落した後チャガタイ・ハン国の支配下に入り、チャガタイ・ハン国が東西に分裂すると14世紀末に東トルキスタンを領有するモグーリスタン・ハン国の中心地となった。
1391年4月にモグーリスタンのヒズル・ホージャ・ハンの使節が南京に到着した当時のモグーリスタン・ハン国はビシュバリクを首都としており、15世紀半ばまで明とビシュバリクの間で使節の往来が幾度もあった。ワイス・ハンの即位後にモグーリスタン・ハン国の本拠地は西方のイリバリク（亦力把力）に移される。
清が天山南北路を制圧すると行政の中心地がウルムチに移され、天山の中心都市としての役割を終える。1902年にかつて庭州と呼ばれた行政区画に孚遠県が設置され、1952年にジムサル県に改名されて現在に至る。

## 文化
天山ウイグル王国時代のビシュバリクは、様々な人種と文化が混在する文化の坩堝であった。丘処機の記録によれば、ウイグル人のほかに漢人、イラン系の商人も居住しており、仏教・道教・儒教のいずれも信奉されていた。唐代に建てられた仏教寺院以外に、ウイグル人によって建立されたマニ教寺院も点在していた。食糧事情については泉水を利用して栽培された稲と麦、周囲に広がる草原で養った家畜が食された。9世紀末にビシュバリクを訪れた宋の使節王延徳は馬肉と羊肉による歓待を受け、また王延徳のような国賓だけでなく貧者でも肉を口にすることができた。
『明史』にはモグーリスタン・ハン国治下のビシュバリクでは遊牧生活が送られていたことが記されており、住民の衣食についても遊牧民であるオイラトと同じと考えられていた。